# Ferreirim (Sernancelhe)
Ferreirim é uma povoação portuguesa do Município de Sernancelhe que foi sede da extinta Freguesia de Ferreirim, freguesia que tinha 10,58  km² de área e 457 habitantes (2011).
A Freguesia de Ferreirim foi extinta e agregada à Freguesia de Macieira, criando-se a União das Freguesias de Ferreirim e Macieira.

## População
| População da freguesia de Ferreirim | População da freguesia de Ferreirim | População da freguesia de Ferreirim | População da freguesia de Ferreirim | População da freguesia de Ferreirim | População da freguesia de Ferreirim | População da freguesia de Ferreirim | População da freguesia de Ferreirim | População da freguesia de Ferreirim | População da freguesia de Ferreirim | População da freguesia de Ferreirim | População da freguesia de Ferreirim | População da freguesia de Ferreirim | População da freguesia de Ferreirim | População da freguesia de Ferreirim |
| ----------------------------------- | ----------------------------------- | ----------------------------------- | ----------------------------------- | ----------------------------------- | ----------------------------------- | ----------------------------------- | ----------------------------------- | ----------------------------------- | ----------------------------------- | ----------------------------------- | ----------------------------------- | ----------------------------------- | ----------------------------------- | ----------------------------------- |
| 1864                                | 1878                                | 1890                                | 1900                                | 1911                                | 1920                                | 1930                                | 1940                                | 1950                                | 1960                                | 1970                                | 1981                                | 1991                                | 2001                                | 2011                                |
| 619                                 | 784                                 | 771                                 | 854                                 | 863                                 | 711                                 | 708                                 | 750                                 | 814                                 | 798                                 | 653                                 | 643                                 | 578                                 | 562                                 | 457                                 |

| Distribuição da População por Grupos Etários | Distribuição da População por Grupos Etários | Distribuição da População por Grupos Etários | Distribuição da População por Grupos Etários | Distribuição da População por Grupos Etários | Distribuição da População por Grupos Etários | Distribuição da População por Grupos Etários | Distribuição da População por Grupos Etários | Distribuição da População por Grupos Etários | Distribuição da População por Grupos Etários |
| -------------------------------------------- | -------------------------------------------- | -------------------------------------------- | -------------------------------------------- | -------------------------------------------- | -------------------------------------------- | -------------------------------------------- | -------------------------------------------- | -------------------------------------------- | -------------------------------------------- |
| Ano                                          | 0-14 Anos                                    | 15-24 Anos                                   | 25-64 Anos                                   | > 65 Anos                                    |                                              | 0-14 Anos                                    | 15-24 Anos                                   | 25-64 Anos                                   | > 65 Anos                                    |
| 2001                                         | 103                                          | 82                                           | 284                                          | 93                                           |                                              | 18,3%                                        | 14,6%                                        | 50,5%                                        | 16,5%                                        |
| 2011                                         | 62                                           | 38                                           | 237                                          | 120                                          |                                              | 13,6%                                        | 8,3%                                         | 51,9%                                        | 26,3%                                        |

Média do País no censo de 2001:  0/14 Anos-16,0%; 15/24 Anos-14,3%; 25/64 Anos-53,4%; 65 e mais Anos-16,4%
Média do País no censo de 2011:   0/14 Anos-14,9%; 15/24 Anos-10,9%; 25/64 Anos-55,2%; 65 e mais Anos-19,0%

## Património
- Igreja Matriz de Santo Estevão de Ferreirim;
- Capela da Senhora da Consolação, no Calvário;
- Capela de São Sebastião;
- Capela de Santa Bárbara.

## Equipamentos sociais
- Lar de idosos, construído em 2012, da autoria do arquiteto Carlos Lacerda